# شارلوت دویت
شارلوت د ویت، تهیّه‌کننده و دی‌جی موسیقی الکترونیک اهل بلژیک است که بیشتر به‌خاطر برند موسیقی تکنو  و اسید تکنو با نام تجاری «تاریک و برهنه» شناخته می‌شود. او قبلاً با نام مستعار راوینگ جورج اجرا کرده است. او بنیانگذار لیبل KNTXT است.